# بچیچی
شهر بچیچی (به روسی: Бечићи) در کشور مونته‌نگرو واقع شده‌است. جمعیت این شهر ۷۷۱ نفر  است.